# Jaron Löwenberg
Jaron Löwenberg (Haifa, 25 dicembre 1969) è un attore e doppiatore israeliano naturalizzato tedesco.

## Biografia
Jaron Löwenberg è nato in Israele, ma la sua famiglia si è trasferita a Monaco di Baviera quando era bambino. Durante gli anni scolastici, era già attivo come attore e all'età di 12 anni ha avuto esperienze radiofoniche quando ha registrato alcuni radiodrammi per la Bayerischer Rundfunk sotto la direzione di Willy Semmelrogge.
Nel 1995 ha conseguito il diploma quadriennale di recitazione presso l'Università Mozarteum di Salisburgo. Come attore teatrale a tempo pieno a Karlsruhe, si è anche allenato nella danza classica con il corpo di ballo del Badisches Staatstheater e ha studiato canto classico all'Università di Musica di Karlsruhe per tre anni. A metà degli anni Duemila si è affermato come doppiatore.

## Filmografia

### Cinema
- Der Atem des Himmels - regia di Reinhold Bilgeri (2010)
- Lena will es endlich wissen - regia di Edwin Brienen (2011)
- Explotation - regia di Edwin Brienen (2012)
- Art Girls - regia di Robert Bramkamp (2013)
- Hanne - regia di Dominik Graf (2018)

### Televisione
- L'ispettore Derrick (Derrick) - serie TV (1 episodio) (1995)
- Im Angesicht des Verbrechens (1 episodio) - serie TV (2008)
- Colpevoli (Schuld nach Ferdinand von Schirach) - serie TV (1 episodio) (2012)
- Die Heiland – Wir sind Anwalt - serie TV (1 episodio) (2022)

## Doppiaggio

### Film
- Tarzan in Tarzan
- Kazuo Miyaura Una lettera per Momo
- Tom Hollander in Orgoglio e pregiudizio
- Miguel A. Núñez Jr. in Scooby-Doo
- Alan Tudyk in Transformers 3
- Geoffrey Rush in Lanterna Verde
- Lee Pace in Lo Hobbit - La desolazione di Smaug, Lo Hobbit - La battaglia delle cinque armate
- Ken Marino in Piccoli brividi
- Steven in Emoji - Accendi le emozioni
- Jared Leto in Blade Runner 2049
- Luke Evans in Pinocchio
- Aksel Hennie in Sisu - L'immortale
- Stephen Schneider in Bumblebee
- Tim Griffin in Missing
- Marko Zaror in John Wick 4

### Televisione
- Amir Arison in The Blacklist
- Tyler Hoechlin in Teen Wolf
- Jason Priestley in Private Eyes
- Scott Speedman in Grey's Anatomy
- Reed Diamond in The Mentalist
- Tom Payne in The Walking Dead
- Jerry O'Connell in The Big Bang Theory
- Luke Cook in Le terrificanti avventure di Sabrina
- Mario de la Rosa in  La casa di carta
- Christopher Gorham in Avvocato di difesa - The Lincoln Lawyer
- Jake McLaughlin in Will Trent
- Jon Daly in Fallout
- Timm Sharp in Percy Jackson e gli dei dell'Olimpo

### Film d'animazione
- Sammy Bagel Jr. in Sausage Party - Vita segreta di una salsiccia
- Uomo Ragno in Spider-Man - Un nuovo universo, Spider-Man: Across the Spider-Verse
- Preside Spahn in Leo

### Serie televisive d'animazione
- Fye de Flourite in Tsubasa RESERVoir CHRoNiCLE
- Akira Udou in Air Gear
- Kamina in Sfondamento dei cieli Gurren Lagann
- Drago in Bakugan - Battle Brawlers
- Agni in Black Butler
- Shinya Kogami in Psycho-Pass
- Laxus Dreyar in Fairy Tail
- Batman in Batman: The Brave and the Bold
- Stanley Pamplemousse in The Zhu Zhu Pets
- Yōsuke Shibazaki in Uncle from Another World
- Mao Mao in Mao Mao e gli eroi leggendari
- Grucius in Mi sono reincarnato in uno slime
- Arrakore in LEGO Ninjago: La rivolta dei draghi
- Iron Man in M.O.D.O.K.

### Videogiochi
- Saïx in Kingdom Hearts II
- Cullen in Dragon Age: Origins, Dragon Age II, Dragon Age: Inquisition
- Liu Kang in Mortal Kombat X, Mortal Kombat 11
- Batman in LEGO Dimensions
- Sherlock Holmes in Sherlock Holmes: The Devil's Daughter
- Anders Hellman in Cyberpunk 2077
- Samuel in Kingdom Come: Deliverance II